# 1976 Kaverin
1976 Kaverin је астероид главног астероидног појаса чија средња удаљеност од Сунца износи 2,380 астрономских јединица (АЈ).
Апсолутна магнитуда астероида је 13,5.